# Освальд Шпенглер
О́свальд А́рнольд Ґо́тфрід Шпе́нґлер (нім. Oswald Arnold Gottfried Spengler; 29 травня 1880, Бланкенбург, Німеччина — 8 травня 1936, Мюнхен, Німеччина) — німецький філософ, культуролог, історик і публіцист, автор багатьох праць, зокрема найвідомішої і найбільш дискутованої у 1920-х роках філософської праці «Присмерк Європи» (у двох томах, 1918–1922).

## Філософські погляди

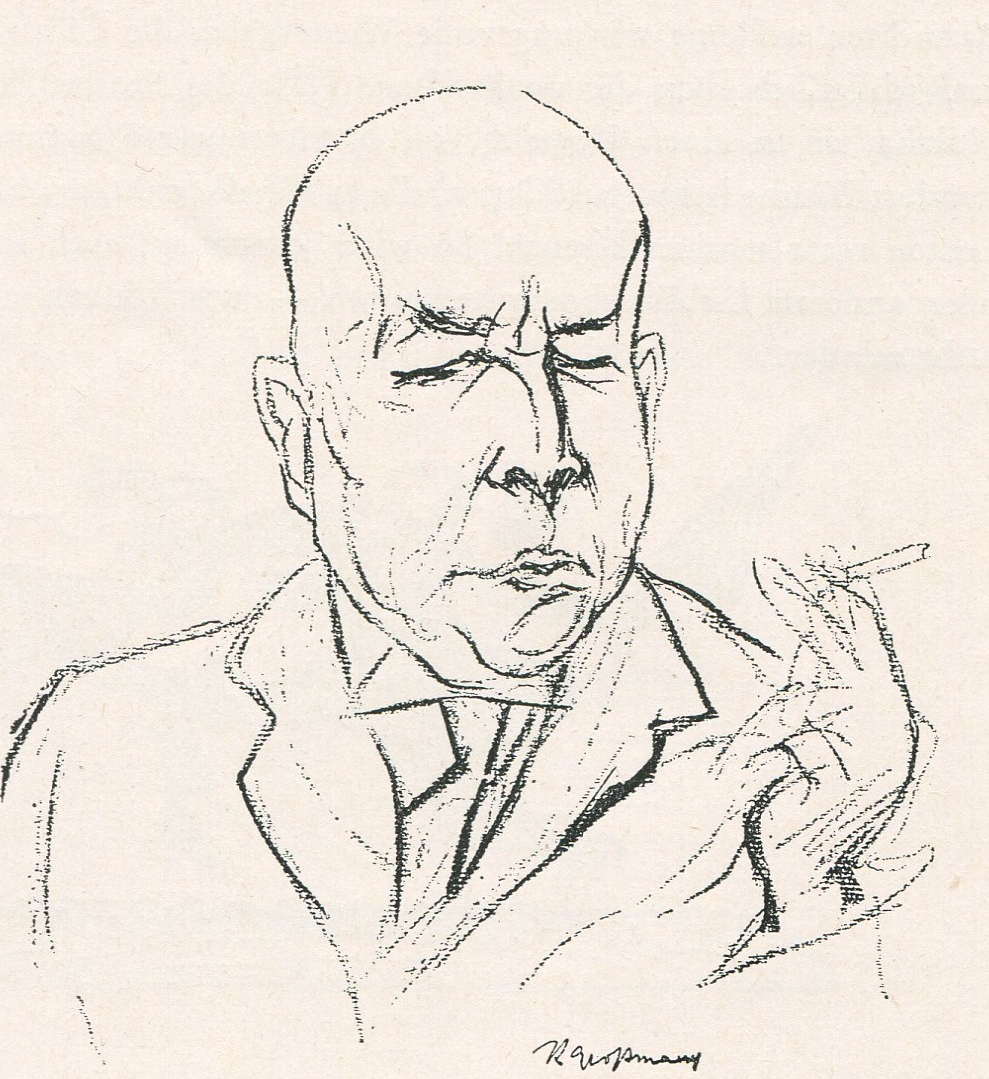
Освальд Шпенглер, малюнок Рудольфа Гроссмана, 1922

Німецький філософ, представник філософії життя, один із засновників сучасної філософії культури. У найвідомішій своїй праці «Присмерк Європи», розглядав культуру не як єдину загальнолюдську, а як розколоту на окремі культури, кожна з яких проявляється на основі власного унікального «прафеномену» — «способу переживання» життя. Таких культур вісім: єгипетська, індійська, вавилонська, китайська, «аполлонівська» (греко-римська), «магічна» (візантійсько-арабська), «фаустівська» (західноєвропейська) і культура майя. Розвиток культур підпорядковується певному біологічному ритму, який зумовлює головні фази їх розвитку: народження і дитинство, молодість і зрілість, старість і «занепад». Кожній культурі відведено час існування (близько тисячоліття), який залежить від внутрішнього життєвого циклу. Вмираючи, культура перероджується в цивілізацію.
Цивілізація, на думку Шпенґлера, — «закостеніння» органічного життя культури, її розпад, перетворення праці на механічну роботу, що виключає творчість. Цивілізація супроводжується процесами «омасовлення» всього життя, що означає його розвиток на основі кількісного принципу, який знаходить свій вияв у глобалізації форм і методів людського існування: господарства, політики, техніки тощо. Західний світ, на думку Шпенґлера, перейшов до цивілізації у XIX ст., і з цього часу розпочинається його занепад. Концепція Шпенґлера має фаталістичний характер, адже людина у нього діє відповідно до тих вимог, які ставить їй той чи інший тип культури.

## В українському літературознавстві
Микола Хвильовий багато разів посилається на Шпенґлера й використовує його теорію циклічності у своїх памфлетах. Але використовує критично, не наслідує, а подає у своєму оригінальному аспекті. Зокрема, про дослідження Хвильового йдеться у статті Петра Голубенка «Хвильовий і Шпенґлер».

## Біографія
Народився в невеликому провінційному містечку Бланкенбургу біля підніжжя гір (Гарц, нинішня земля Саксонія-Ангальт) в сім'ї поштового чиновника, був старшим з чотирьох дітей і єдиним хлопчиком.
У 1891 році сім'я переїхала в Галле, де Освальд вивчав латинську мову в закладах Франке. В Університеті Галле, Мюнхенському та Берлінському університетах він вивчає математику, природничі науки і філософію. Захищає дисертацію на тему «Метафізичні основи філософії Геракліта» в університеті Галле і отримує докторську ступінь з філософії (1904). Потім працює вчителем в Гамбурзі.
Академічну кар'єру почав в Мюнхенському університеті в якості викладача математики. Намагався зайнятися публіцистикою, однак, після приходу до влади нацистів у 1933 році, вилучення його книги «Роки рішення: Німеччина в рамках всесвітньо-історичного розвитку» і заборони згадувати його ім'я у пресі, вів усамітнене життя. Незадовго до своєї смерті, яка сталася через серцевий напад 8 травня 1936 року, в своєму листі на ім'я Ганса Франка передрік, що в найближчі 10 років Третій рейх може припинити своє існування.
- Метафізична ідея філософії Геракліта (Der metaphysische Grundgedanke der Heraklitischen Philosophie), 1904
- Присмерк Європи (Der Untergang des Abendlandes), 1918-1922
- Прусіанізм і соціалізм (Preussentum und Sozialismus), 1920
- Людина і техніка (Der Mensch und die Technik), 1931
- Революція ще не закінчена (Die Revolution ist nicht zu Ende), 1932
- Час рішень (Jahre der Entscheidung), 1933